# Concours des vins de Mâcon

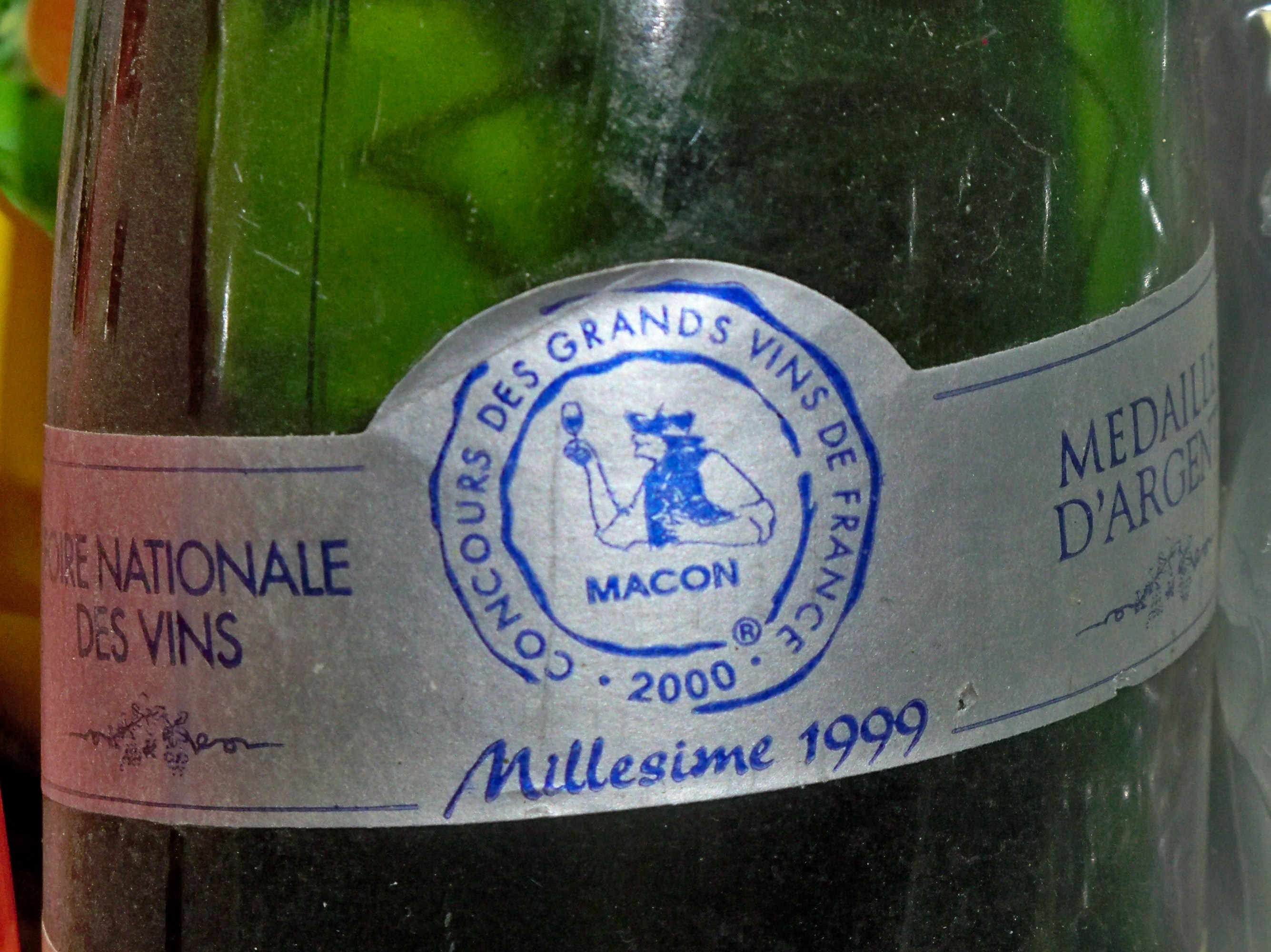
Médaille d'argent au Concours des Vins de Mâcon.

Le Concours national des vins de Mâcon se déroule à Mâcon en Saône-et-Loire (Bourgogne). C'est une dégustation de vins, avec l'attribution de médailles pour les meilleurs vins, de toutes les régions viticoles françaises.

## Historique
Le concours est créé en 1954 par les membres du « comité de la foire des vins de France ».
La première année, 68 échantillons sont dégustés. Leur nombre va augmenter avec les années pour atteindre 450 échantillons en 1964, 1 200 en 1970, environ 4 000 en 1975 et environ 10 000 sur les vingt dernières années (10 520 étant le record en 1989). Cette augmentation est à noter pour chaque appellation, les échantillons bordelais, par exemple, passant de 495 au début des années 1990, à 2 044 en 2017. Les vins de la vallée du Rhône représentaient en 2017 la seconde région représentée, en nombre d'échantillons, avec 1 318 bouteilles.
En 2000, le concours quitte le lycée viticole de Davayé pour le Parc des Expositions de Mâcon. En 2009, 2 200 jurés ont dégusté 10 126 échantillons de vins, pour attribuer 2 626 médailles.

## Déroulement
Il s'agit d'un concours viticole, se déroulant au mois d'avril de chaque année, qui repose dans la dégustation d'échantillons de vins, dans le but d'en sélectionner et d'attribuer des médailles aux meilleurs d'entre eux. Conformément au règlement du concours, revu et contrôlé annuellement par le ministère chargé de la consommation, ces échantillons de vins proviennent de toutes les régions viticoles de France, uniquement pour les vins en Appellation d'Origine Contrôlée (pas d'Indication géographique protégée[réf. souhaitée]). 
Actuellement et en parallèle, ce concours se passe en même temps et sur le même lieu que la Foire des vins de Mâcon. 

### Présentation d'un vin au concours
La participation d'une cuvée au concours n'est pas automatique, elle est soumise au choix du vigneron souhaitant la présenter. Le vigneron peut, s'il le désire, ne présenter aucune cuvée jusqu'à la totalité des cuvées de son domaine, avec une limite du nombre de cuvées ou de millésimes présentés (6 échantillons maximum par cuvées, toutes couleurs et millésimes confondus, 30 maximum par producteurs). Il est à noter que la participation au concours n'est pas gratuite, le vigneron paie 70 € de frais de participation par échantillon. Les producteurs présentant des cuvées peuvent être aussi bien des domaines particuliers, des caves coopératives, des négociants producteurs, éleveurs, ou vinificateurs. Les cavistes ou simples revendeurs de vins ne peuvent donc pas présenter d'échantillons. L'inscription à une année de concours s'effectue entre la fin décembre et le début janvier précédent. Cela permet au vigneron, s'il le souhaite, de proposer les vins de la dernière récolte, dont l'assemblage est définitif, et destiné à la consommation, datant de l'automne précédent (les vins médaillés proposés à la vente devant être conformes aux échantillons, les vins en cours d'assemblage ne sont pas acceptés). L'envoi des échantillons auprès de l'organisateur du concours se fait, suivant un calendrier précis, de mi-février à fin mars. 
En amont des dégustations du concours, les échantillons sont triés, classés, numérotés, recensés et stockés. 

### Participation des dégustateurs
Le jour du concours, ce sont environ 2 000 dégustateurs provenant de toutes les régions françaises, et même de l'étranger, qui dégustent puis notent les vins (les bouteilles sont masquées pour empêcher aux dégustateurs d'en voir l'étiquette). Pour l'édition 2017, sur les 2 160 jurés du concours, il est à noter la participation de 23 % de femmes, ce qui féminise toujours un peu plus les sélections, sans atteindre la parité dans les jurés. Étaient également présentes dans le jury 2017 : 185 personnes de nationalité étrangère, venant de 20 pays différents. La possibilité d'être juré lors du concours des vins de Mâcon s'appuie sur un statut strict, le participant doit remplir au moins l'une des conditions suivantes : 
- Appartenir à la filière viti-vinicole,
- Avoir suivi une formation à la dégustation,
- Être membre d’un club de dégustation,
- Participer à d’autres concours.

Ces dégustateurs peuvent être, soit en « jury  » (qui présélectionne les meilleurs vins), soit en « super jury » (qui affine la sélection de vins, avant l'attribution des médailles). À la fin, les 3 meilleurs vins de chaque catégorie d'appellation reçoivent une médaille (or, argent ou bronze) et un diplôme. Ces médailles font l'objet d'une représentation sur des autocollants pouvant être mis sur les bouteilles du vin médaillé. Les macarons autocollants officiels sont disponibles à la vente auprès de l'organisateur du concours. 

Concours des vins de Mâcon 2017
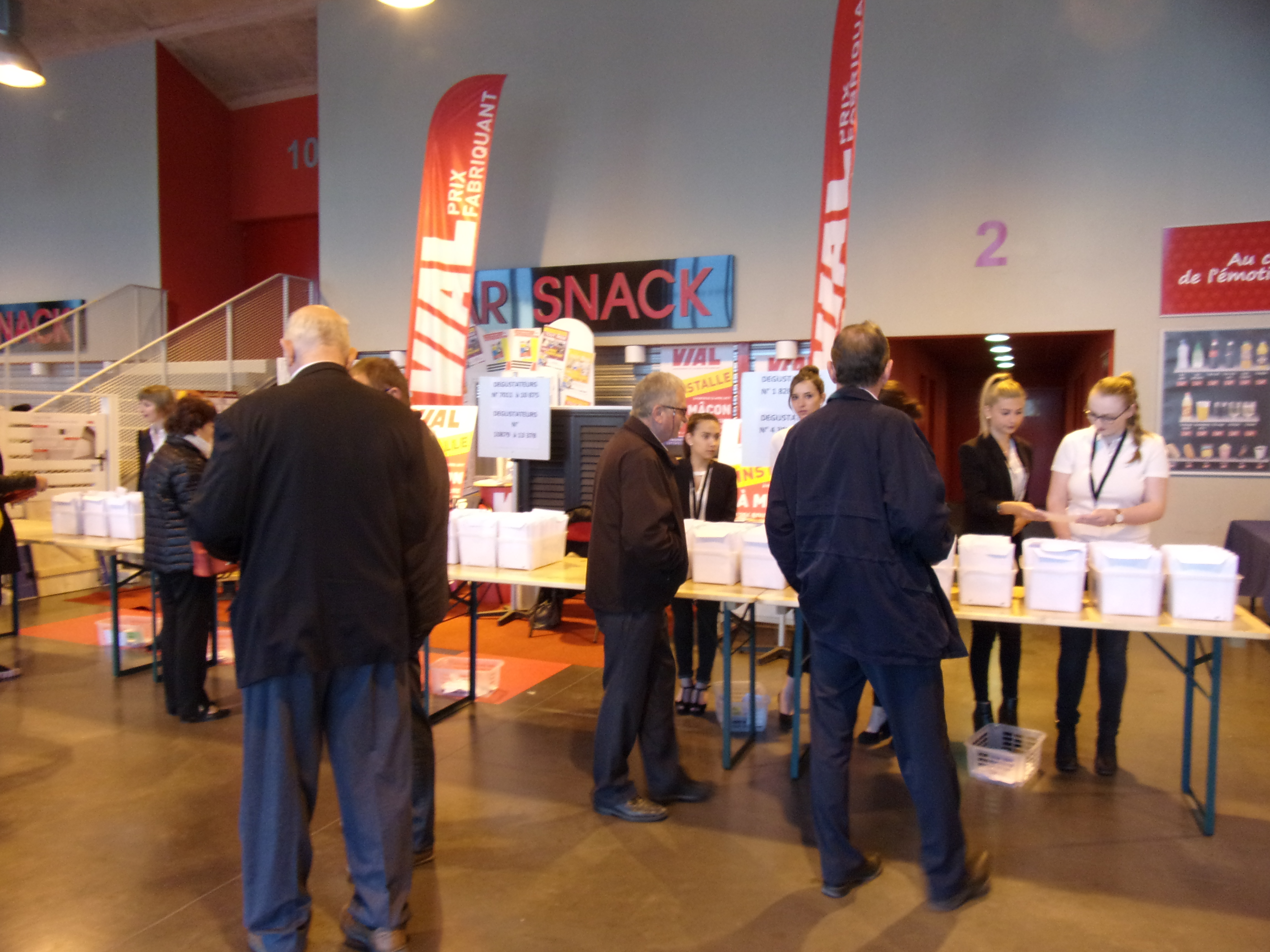
Accueil des jurés
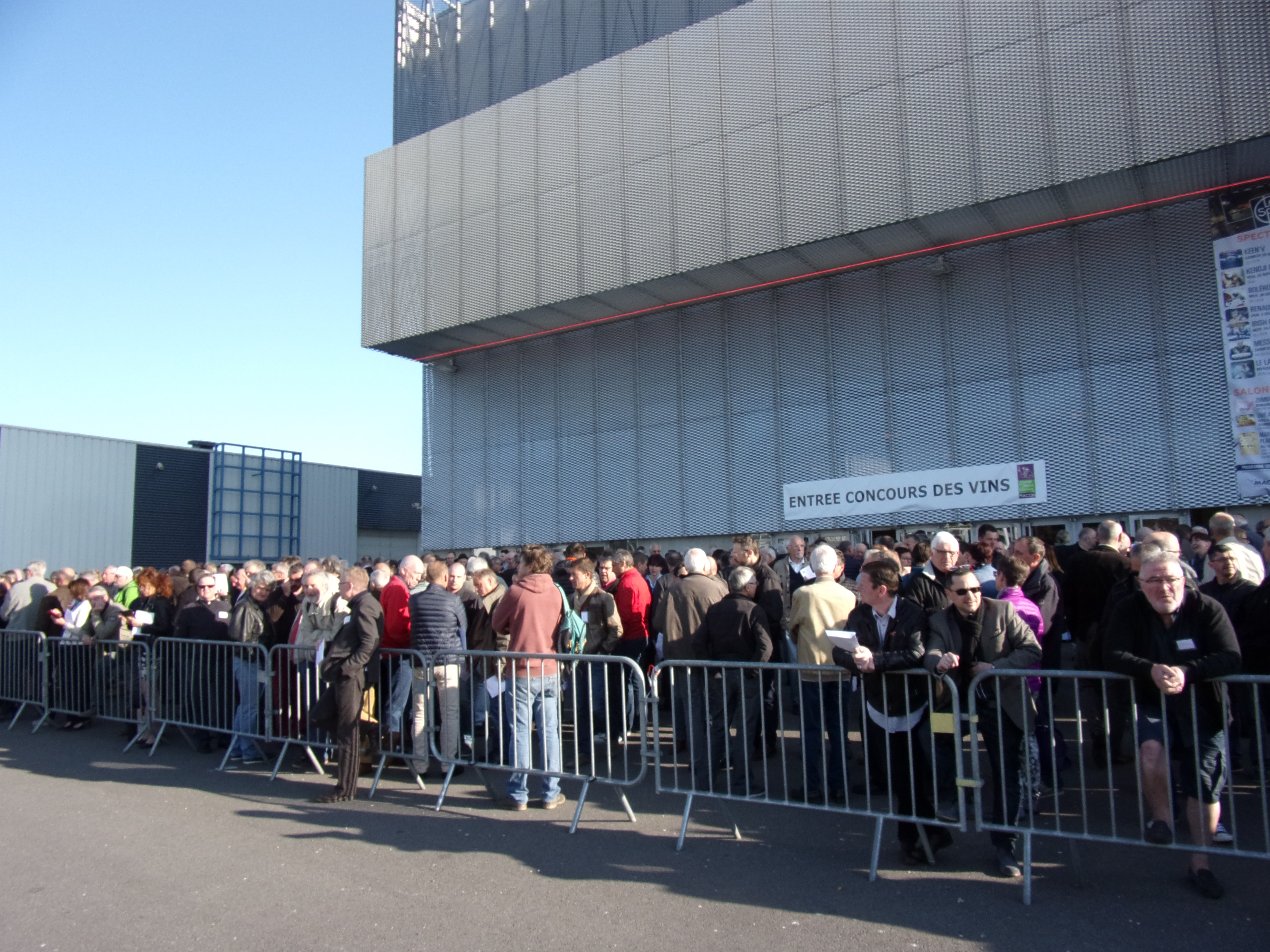
les jurés attendent l'ouverture des portes
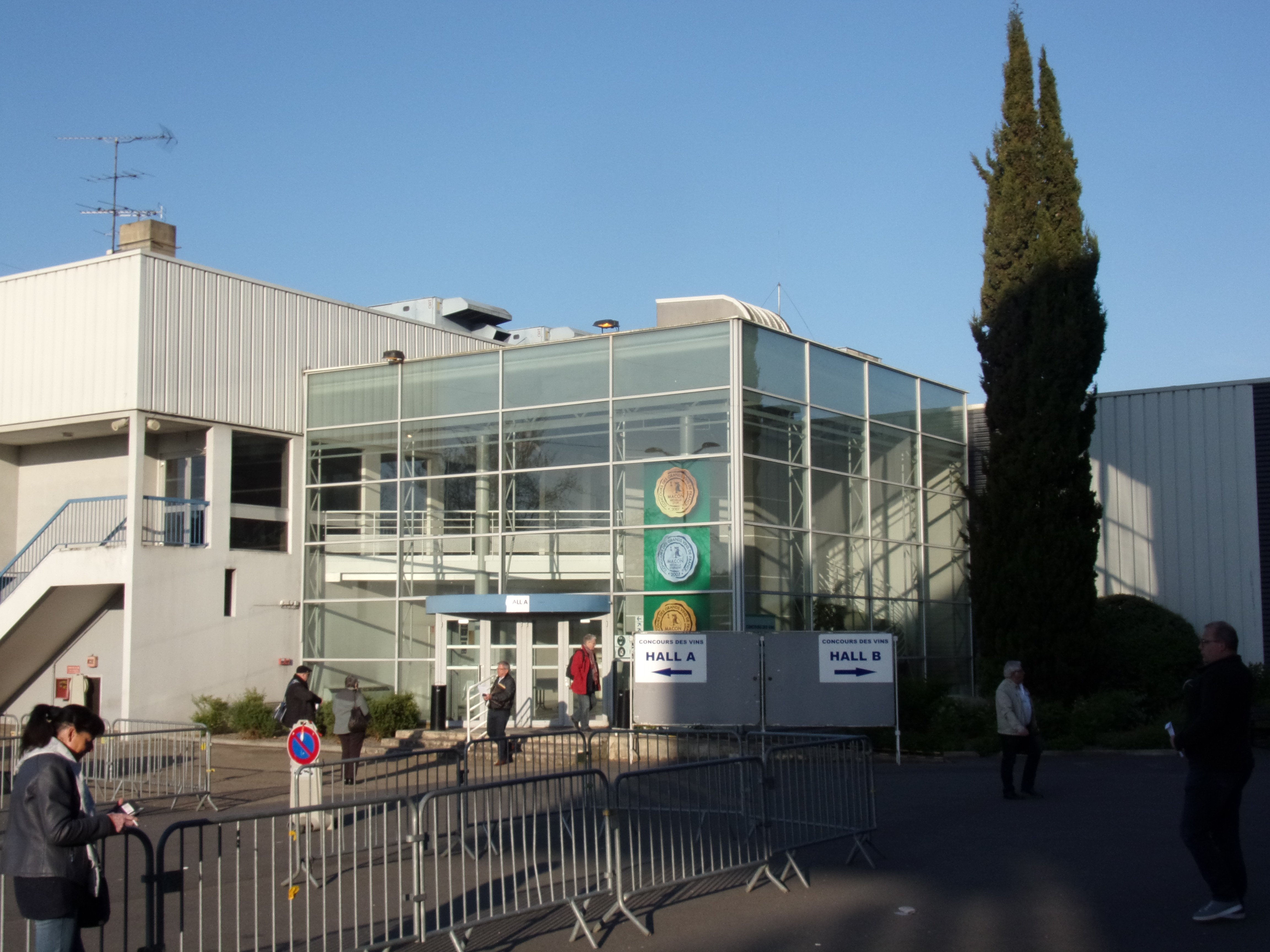
Entrée du hall A
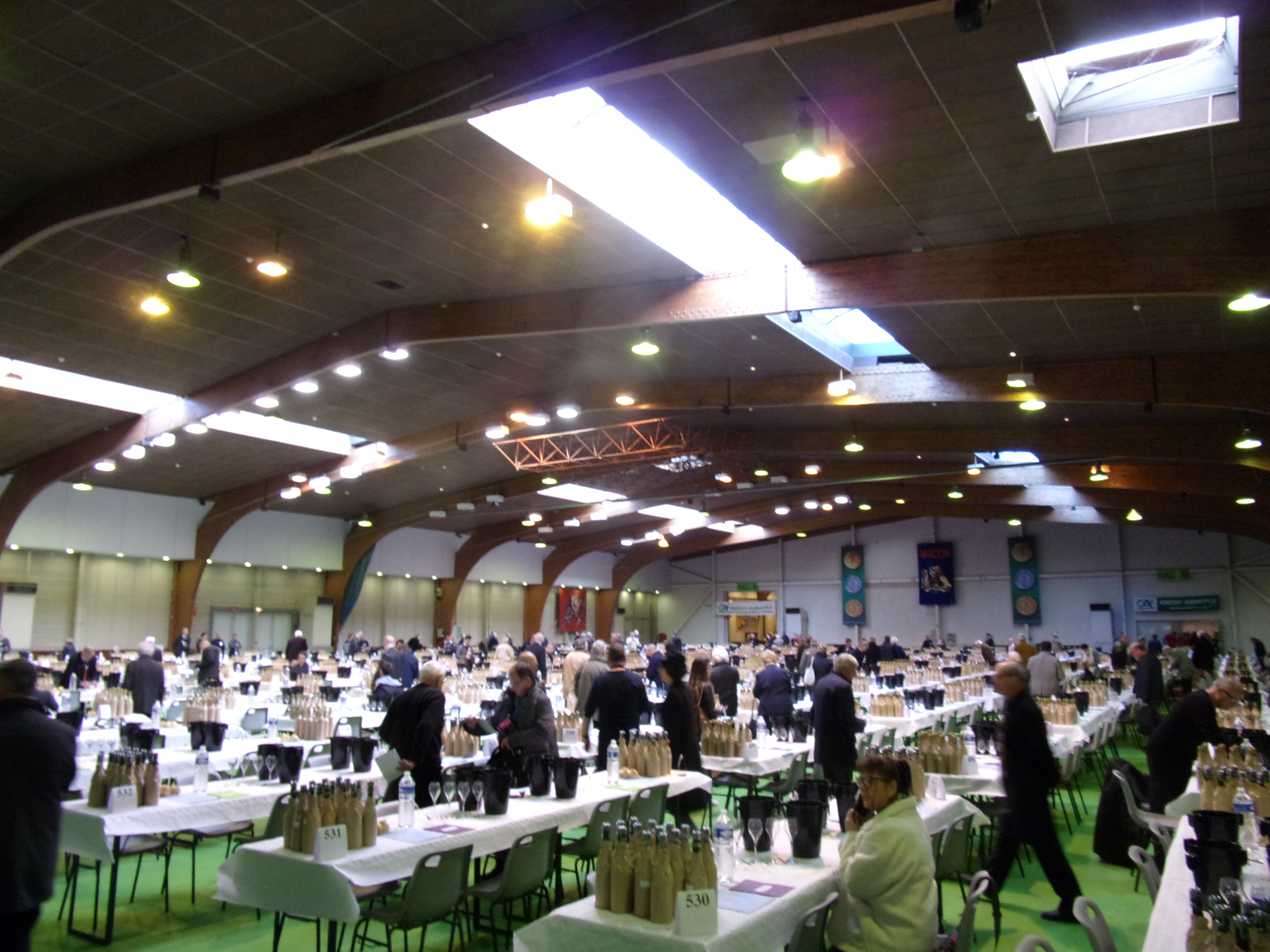
Hall de dégustations
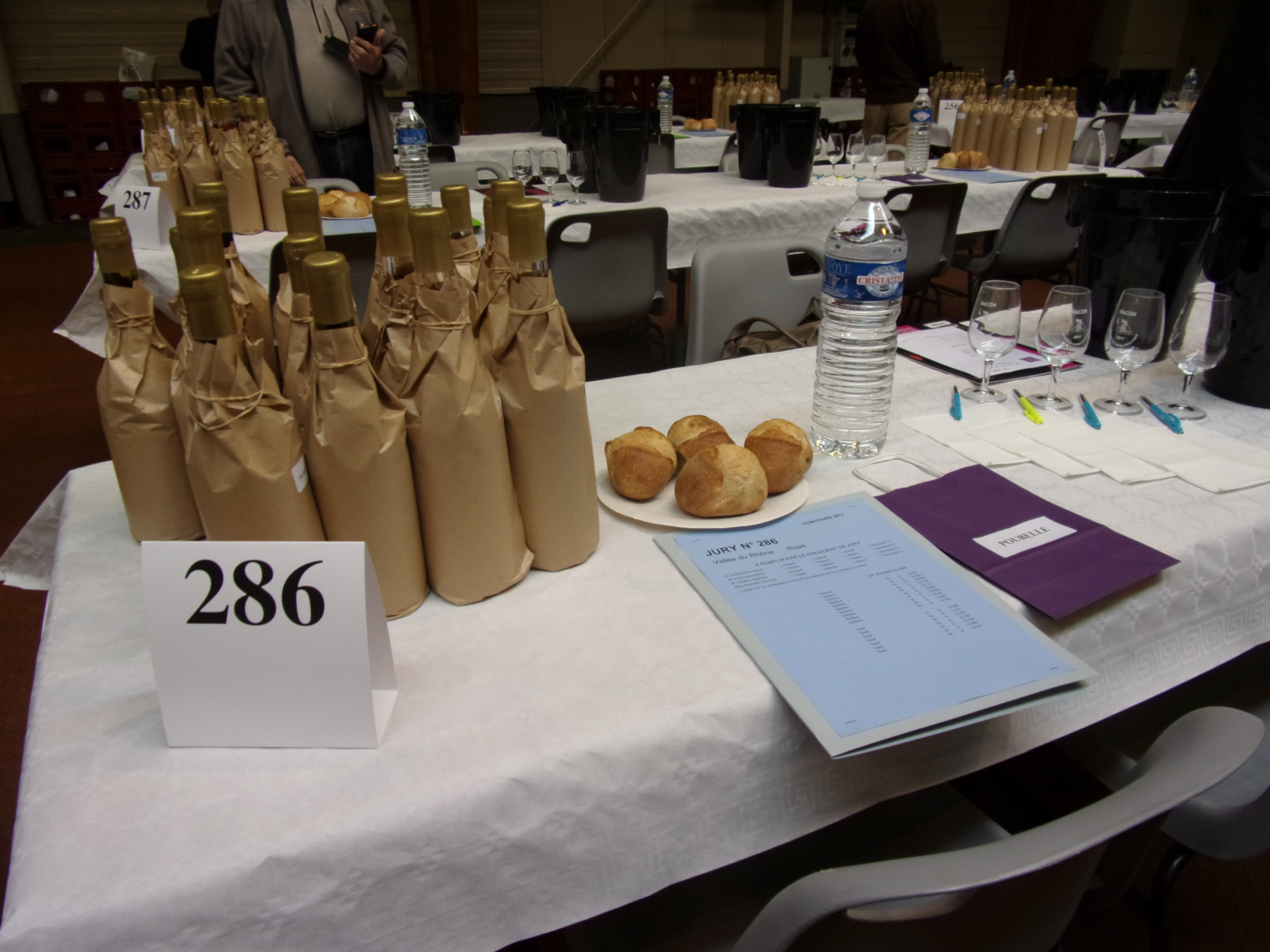
Table de dégustations
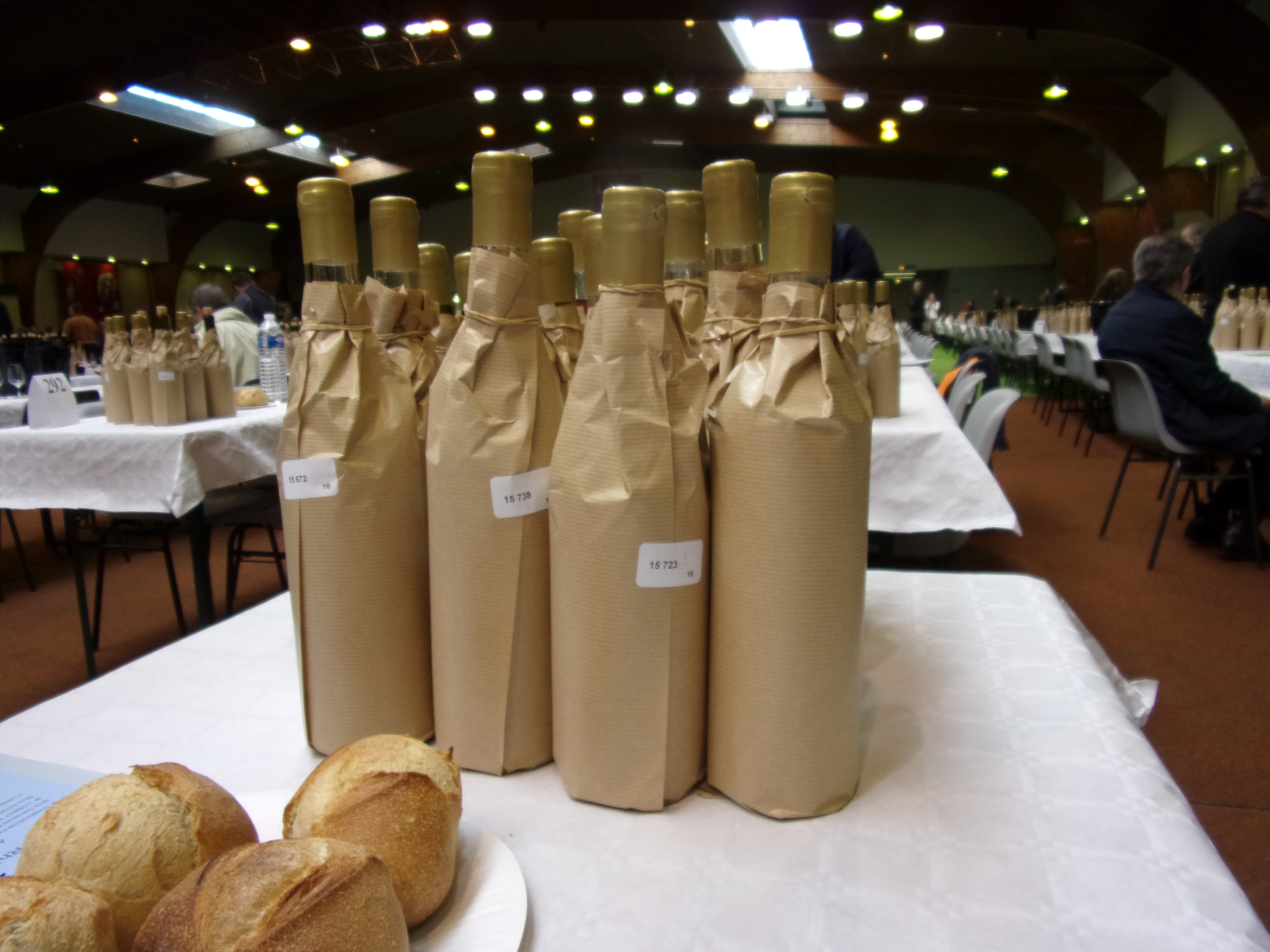
échantillons préparés pour la dégustation
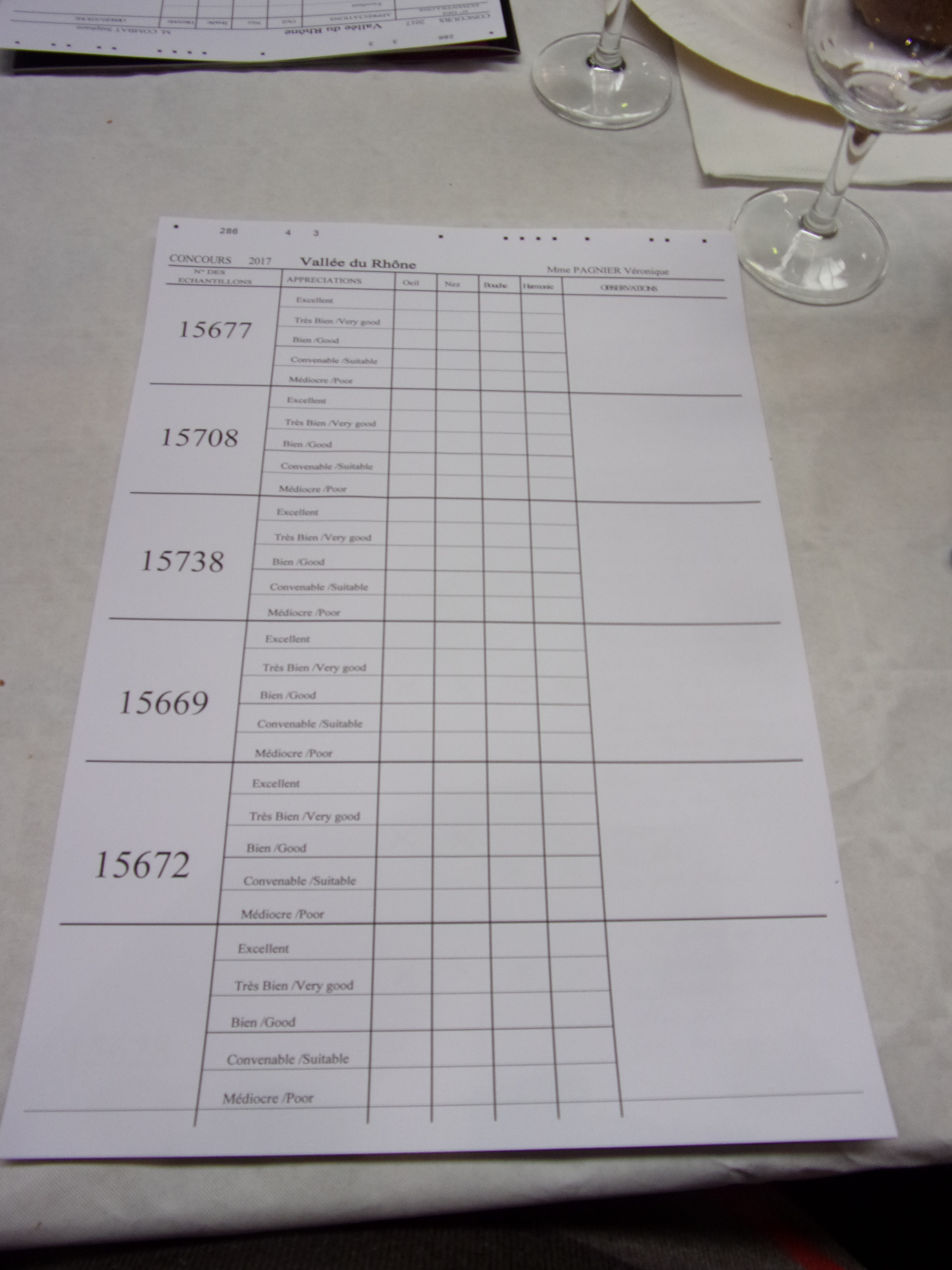
fiche d'évaluation « type » des vins
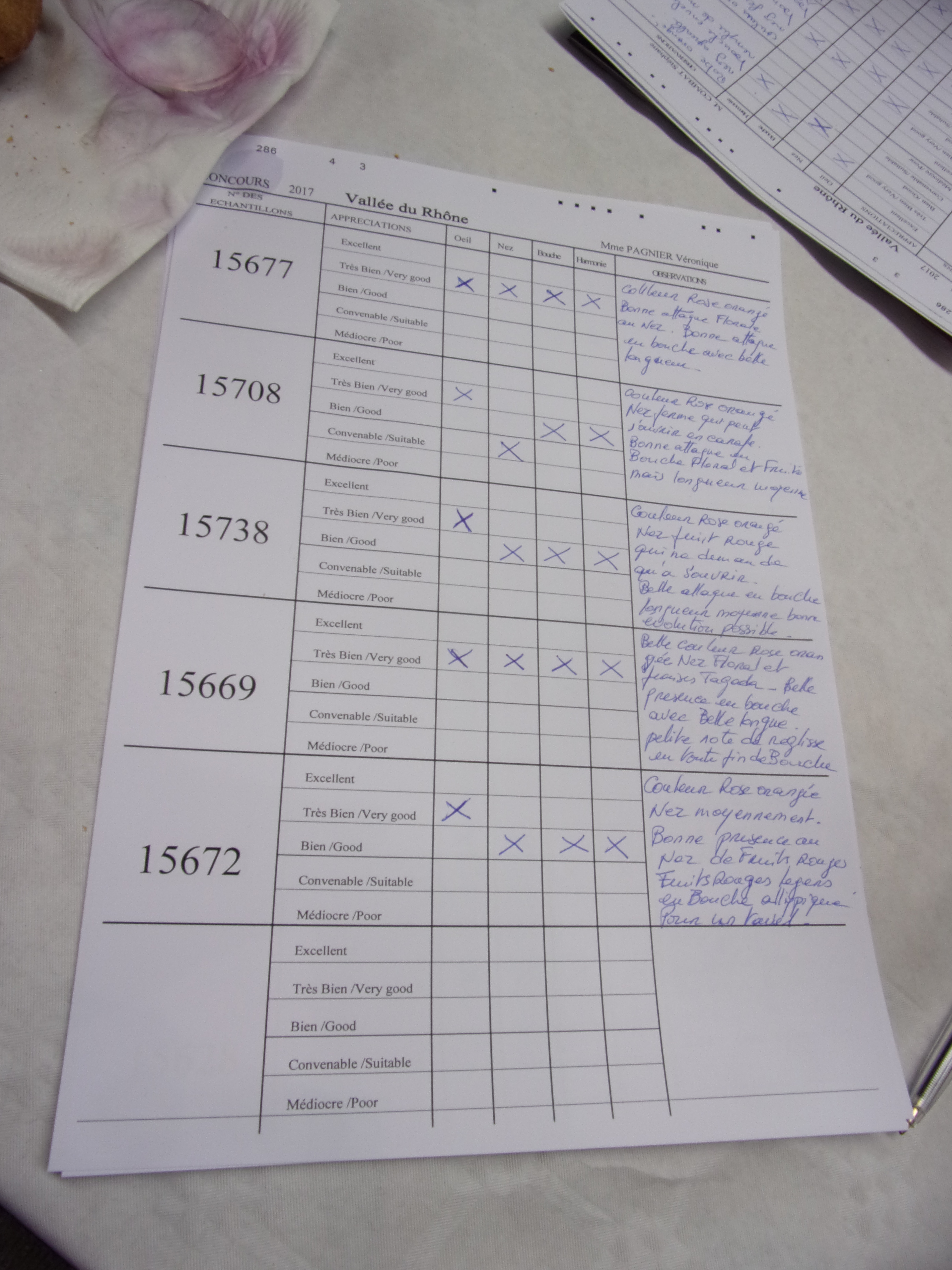
fiche d'évaluation complétée pour remise officielle

## Fiabilité et impact commercial
La fiabilité des concours des vins est généralement remise en question. Il existe effectivement une gradation dans les concours, dit internationaux, avec des procédures de sélection plus ou moins rigoureuses. Pour autant, le concours des vins de Mâcon, tout comme le Concours général agricole, sont considérés comme les plus fiables, tant par les professionnels que par les consommateurs. Les 2/3 des consommateurs français connaissent les médailles de concours, et leur présence sur un produit est une incitation au choix d'achat pour 75 % d'entre eux. Les produits médaillés lors de ces concours voient une augmentation de leurs ventes de 20 à 30 %.

## Pour en savoir plus